# Przemyślany

Herb z czasów II RP

Przemyślany (ukr. Перемишляни/Peremyszlany) – miasto na Ukrainie, nad Gniłą Lipą, w obwodzie lwowskim, w rejonie lwowskim (do 2020 roku siedziba rejonu przemyślańskiego), 46 km na południowy wschód od Lwowa, do 1945 miasto powiatowe w województwie tarnopolskim, siedziba powiatu przemyślańskiego II Rzeczypospolitej.

## Historia
Pierwsza wzmianka o Przemyślanach jako wsi pochodzi z 1437. W 1623 otrzymały prawo magdeburskie. Do 1772 w województwie ruskim Korony w ramach Rzeczypospolitej, w latach 1772–1918 pod zaborem austriackim w kraju koronnym Galicji i Lodomerii.
W XIX w. właścicielkami Przemyślan został ród Potockich. Miasto słynęło z pszczelarstwa. Znajdowała się tutaj jedyna w Austro-Węgrzech szkoła pszczelarska. W 1909 r. zbudowano linię kolejową łącząca miasto ze Lwowem.
Od 1 listopada 1918 do maja 1919 pod administracją Zachodnioukraińskiej Republiki Ludowej, od maja 1919 do 15 marca 1923 pod tymczasową administracją Polski, zatwierdzoną przez paryską konferencję pokojową 26 czerwca 1919. Suwerenność Polski nad terytorium Galicji Wschodniej, Rada Ambasadorów uznała 15 marca 1923.
Od 15 marca 1923 do 16 sierpnia 1945 miasto powiatowe w województwie tarnopolskim w II Rzeczypospolitej, siedziba gminy Przemyślany.
W czasie kampanii wrześniowej stacjonowała tu 23 Eskadra Towarzysząca.
Po agresji ZSRR na Polskę 17 września 1939 pod okupacją Armii Czerwonej, anektowany przez ZSRR.
Po ataku III Rzeszy na ZSRR od czerwca 1941 do lipca 1944 pod okupacją Wehrmachtu, wcielony do Generalnego Gubernatorstwa w składzie Dystryktu Galicja. Od lipca 1944 do 16 sierpnia 1945 ponownie okupowany przez Armię Czerwoną.
Po konferencji jałtańskiej (4–11 lutego 1945), wyłoniony w konsekwencji jej ustaleń Tymczasowy Rząd Jedności Narodowej podpisał 16 sierpnia 1945 umowę z ZSRR, uznając nieco zmodyfikowaną linię Curzona za wschodnią granicę Polski, w oparciu o porozumienie o granicy zawarte pomiędzy PKWN i rządem ZSRR 27 lipca 1944. W konsekwencji umowy województwo tarnopolskie (w tym Przemyślany) włączono do Ukraińskiej Socjalistycznej Republiki Radzieckiej w składzie ZSRR, w której pozostawały do 1991.
Od 1991 na terytorium niepodległej Ukrainy.
Trzy dni po zajęciu miasta przez wojska niemieckie, 4 lipca 1941 roku nacjonaliści ukraińscy dokonali w Przemyślanach pogromu, podczas którego nieustaloną liczbę Żydów spalono w synagodze, a także wielu innych pobito i ograbiono.
W czasie ludobójstwa Polaków w Małopolsce Wschodniej miasto nie było atakowane przez oddziały UPA, gdyż stacjonowały tu najpierw oddziały niemieckie, a później sowieckie, w tym istriebitielnyj batalion, złożony w większości z Polaków. Jednak w różnych okolicznościach w latach 1943–1945 nacjonaliści ukraińscy zamordowali 21 polskich mieszkańców, a samo miasto stało się schronieniem dla Polaków uciekających przed zagładą z okolicznych wiosek.

## Zbrodnie NKWD
Wykaz mieszkańców Przemyślan rozstrzelanych przez NKWD w więzieniu złoczowskim 26.06.1940 r.
1. Bodak Stefan
2. Kołodziej Marian
3. Mądrzak Antoni
4. Nałęcz Alfred
5. Nowy Gustaw
6. Ks.Pelczarski
7. Polański Jan

## Zabytki
- zamek, wybudowany w XVII w.[7]
- kościół pw. Św. Apostołów Piotra i Pawła – parafia rzymskokatolicka w Przemyślanach erygowana w 1645 r., budowa kościoła wraz z klasztorem dominikanów, ufundowana przez Wiktorię Elżbietę Potocką, córkę hetmana Stanisława Rewery Potockiego, ukończona w 1665 r. Kościół, wzniesiony w stylu barowym na planie prostokąta, posiadał dwukondygnacyjną wieżę oraz toczony był wraz z klasztorem fosą, pełniąc funkcje obronne. Rozbudowany w 1730 r[8][9]. Kasata klasztoru dominikanów i przejęcie kościoła przez księży diecezjalnych w 1791 r[10]. Kościół zamieniony przez władze radzieckie na magazyn w 1945 r. Odzyskany przez katolików po 1991 r., ponownie konsekrowany w 1997 r. Posługę duszpasterską pełnią księża salezjanie[11].

## Urodzeni w Przemyślanach
- Seweryn Barbag – polski muzykolog i kompozytor
- Wojciech Filarski – polski duchowny katolicki
- Bronisław Greiss – poseł na Sejm II RP, działacz społeczny
- Adam Korytowski – generał brygady Wojska Polskiego.
- Leopold Kozłowski – polski muzyk, kompozytor i dyrygent
- Adam Daniel Rotfeld – polski naukowiec i dyplomata
- Baruch Steinberg – naczelny rabin Wojska Polskiego w stopniu majora. Zamordowany w Katyniu.
- Wołodymyr Markowicz – polski twórca internetowy ukraińskiego pochodzenia[12].

## Sprawiedliwi wśród Narodów Świata(ratujący Żydów w Przemyślanach)
Na polskiej liście Sprawiedliwych:
- Tadeusz Jankiewicz[13]
- Zenon i Eugenia Kalińscy oraz ich syn Zbigniew[14]
- Anna Rybak[15]
- Marian i Władysława Sloneccy oraz ich dzieci: Jerzy, Henryk i Emilia[16]

Na ukraińskiej liście Sprawiedliwych:
- Marija Łeskiw[17][18]

## Sport
W czasach II RP w mieście siedzibę miał klub piłkarski Strzelec Przemyślany.